# Simon Rattle
Simon Denis Rattle (ur. 19 stycznia 1955) – brytyjski dyrygent o światowej randze.

## Życiorys
Urodził się w Liverpoolu. Jest absolwentem Królewskiej Akademii Muzycznej w Londynie. W 1974 został laureatem I nagrody na konkursie dyrygenckim John Player International Conducting Competition. 
W latach 1980–1998 prowadził City of Birmingham Symphony Orchestra (CBSO). Od 2002 do 2018 był dyrygentem Filharmoników Berlińskich (BPO), a od 2017 London Symphony Orchestra (LSO). Od sezonu 2023/2024 jest szefem Chóru i Orkiestry Symfonicznej Radia Bawarskiego (Symphonieorchester des Bayerischen Rundfunks, BRSO). Od sezonu 2024/2025 został mianowany, z kontraktem  na pięć lat, pierwszym dyrygentem gościnnym Czeskiej Filharmonii. Stanowisko to ma w swoim tytule dopisek „na cześć Rafaela Kubelíka”.
Dokonał wielu nagrań płytowych, m.in. z utworami: Gustava Mahlera, Jeana Sibeliusa, Igora Strawinskiego, Karola Szymanowskiego i Witolda Lutosławskiego. Wielokrotny laureat nagrody Grammy. 

### Życie prywatne
Pierwszą żoną Simona była Elise Ross, amerykańska śpiewaczka (sopranistka), z którą miał dwóch synów (jeden z nich, Sacha jest klarnecistą). Rozwiedli się w 1995 roku, po piętnastu latach małżeństwa. Drugi związek małżeński zawarł z Candace Allen, hollywoodzką scenarzystką. Ich małżeństwo rozpadło się w 2004 roku. W 2008 poślubił czeską śpiewaczkę Magdalenę Koženę. Para ma troje dzieci.

### Odznaczenia nagrody i wyróżnienia
- W 1999 otrzymał tytuł doktora honoris causa Uniwersytetu Oksfordzkiego[8].
- W 1999 został laureatem Nagrody im. Karola Szymanowskiego, przyznawanej przez Fundację im. Karola Szymanowskiego. Otrzymał ją za zasługi w propagowaniu muzyki tego kompozytora, w tym nagranie jego utworów symfonicznych oraz wokalno-instrumentalnych.
- Odznaczony Krzyżem Oficerskim Orderu Zasługi Republiki Federalnej Niemiec (2009) oraz Legią Honorową (2010)[9].
- 26 września 2009 r. z rąk ministra kultury i dziedzictwa narodowego Bogdana Zdrojewskiego odebrał Złoty Medal „Zasłużony Kulturze Gloria Artis”[2].
- W 2013 został laureatem prestiżowej duńskiej Nagrody Fundacji Muzycznej Léonie Sonning.
- W 2018 roku otrzymał Order Berliński Zasługi[10].